# Korosz kornikowiec
Korosz kornikowiec (Corticeus longulus) – gatunek chrząszcza z rodziny czarnuchowatych i podrodziny Diaperinae. Zamieszkuje palearktyczną Eurazję od Półwyspu Iberyjskiego po Rosyjski Daleki Wschód.

## Taksonomia
Gatunek ten opisany został po raz pierwszy w 1827 roku przez Leonarda Gyllenhaala pod nazwą Hypophloeus longulus.

## Morfologia
Chrząszcz o mocno wydłużonym, walcowatym ciele długości od 3,5 do 4,5 mm, z wierzchu lekko błyszczącym i nagim. Cały wierzch ciała ma jednolicie czerwonobrunatne ubarwienie.
Głowa jest regularnie, drobno i dość gęsto punktowana, o prawie dwukrotnie szerszych niż dłuższych, na przedzie wykrojonych oczach.
Przedplecze jest znacznie dłuższe niż szersze, najszersze w przedniej połowie, w zarysie mocno zwężone ku tyłowi i wskutek tego wzdłużnie trapezowate, o lekko zaokrąglonej krawędzi przedniej, trochę zaokrąglonych i niewyciętych przed kątami bokach, wyraźnych, ostrych i nieuniesionych kątach tylnych oraz niewyciętej przy kątach krawędzi tylnej. Powierzchnia jego jest regularnie, drobno i dość gęsto punktowana, a zwykle ponadto bardzo drobno mikrorzeźbiona. Pokrywy są drobno i bezładnie punktowane, o rzędach co najwyżej zaznaczonych przyciemnieniami; boki mają równoległe. Szerokość przedniej ich krawędzi jest wyraźnie większa niż tylnego brzegu przedplecza.

## Ekologia i występowanie
Owad ten zasiedla głównie lasy iglaste i mieszane. Jest gatunkiem saproksylicznym związanym z drzewami iglastymi, głównie sosnami i świerkami. Zarówno larwy, jak i postacie dorosłe bytują pod przegrzybiałą, nieco odstającą korą pni, pniaków, wywrotów i szczap oraz w chodnikach kornikowatych, zwłaszcza z rodzaju Ips.
Gatunek palearktyczny. W Europie znany jest z Hiszpanii, Francji, Niemiec, Szwajcarii, Austrii, Włoch, Szwecji, Norwegii, Finlandii, Estonii, Łotwy, Litwy, Polski, Czech, Słowacji, Węgier, Białorusi, Ukrainy, Rumunii, Słowenii, Chorwacji, Serbii, Czarnogóry, Albanii, Grecji oraz europejskiej części Rosji, a w Azji z syberyjskiej i dalekowschodniej części Rosji oraz Mongolii. Na północy starego kontynentu dociera poza koło podbiegunowe. W Polsce jest owadem rzadko spotykanym. W Czechach jest nieczęsty. Na „Czerwonej liście gatunków zagrożonych Republiki Czeskiej” umieszczony został jako gatunek narażony na wymarcie (VU).